# Brigitte Le Brethon
 (mai 2019).
Si vous disposez d'ouvrages ou d'articles de référence ou si vous connaissez des sites web de qualité traitant du thème abordé ici, merci de compléter l'article en donnant les références utiles à sa vérifiabilité et en les liant à la section « Notes et références ».
Brigitte Le Brethon, née le 8 mars 1951 à Campeaux, est une femme politique française, membre de l'UMP, ancienne députée et maire de Caen.

## Biographie
Professeur agrégée d'économie et gestion dans l'enseignement privé (elle a depuis été nommée inspectrice générale de l'éducation nationale au 5e tour, par le conseil des ministres du 31 octobre 2007), elle entre en 1983 au conseil municipal de Caen, comme adjointe de Jean-Marie Girault. En 1985, elle est élue vice-présidente du Conseil général du Calvados puis vice-présidente du Conseil régional de Basse-Normandie en 1998. 
Soutenue par l'ancien maire, elle emporte la mairie de Caen en 2001 et est élue députée le 16 juin 2002 dans la première circonscription du Calvados. Elle perd ce siège le 17 juin 2007, au profit de Philippe Duron, président du conseil régional, qui lui ravit également la mairie de la capitale bas-normande au soir du 16 mars 2008. Elle est conseillère municipale de Caen entre 2008 et 2014 et chef de file de l'opposition municipale.

## Mandats et fonctions

### Mandats électoraux
Mairie de Caen (Calvados)
- 14/03/1983 - 19/03/1989 : Adjointe au maire chargée de l'Urbanisme (1983-1984), puis chargé des Affaires sociales, de la vie associative et des quartiers (1984-2001)
- mars 2001 - 23/03/2008 : Maire de Caen
- Mars 2008 - 2014 : Conseillère municipale d'opposition

Conseil général du Calvados
- 18/03/1985 - 29/03/1992 : Conseillère générale
- 30/03/1992 - 22/03/1998 : Vice-Présidente

Conseil régional de Basse-Normandie
- 16/03/1998 - 15/07/2002 : Vice-présidente

Assemblée nationale
- 16/06/2002 - 19/06/2007 : Député de la 1re circonscription du Calvados[1]

### Anciennes responsabilités
Assemblée nationale
- Membre de la commission des Affaires culturelles, familiales et sociales
- Membre de l'Office parlementaire d'évaluation de la législation
- Membre de la commission nationale des Aides publiques aux entreprises
- Membre du comité de pilotage du programme de recherche et d'innovation dans les transports terrestres (PREDIT 3)
- Présidente du groupe de travail « Grandes Villes et agglomérations »
- Chargée par le Premier ministre d'une mission d'analyse de la situation française concernant le développement de l'usage du vélo dans la vie quotidienne.
- Rapporteur de la commission des Affaires culturelles, familiales et sociales pour avis du budget Recherche pour le projet de loi de finances 2004.
- Secrétaire national de l'Union pour un mouvement populaire
- Membre du bureau politique de l'Union pour un mouvement populaire

Mairie de Caen
- Vice-présidente de Caen la Mer
- Présidente du syndicat mixte d'aménagement et d'urbanisme de l'agglomération caennaise
- Présidente du conseil d'administration du centre hospitalier universitaire de Caen
- PDG de la société d'économie mixte du Mémorial pour la Paix de Caen
- PDG de la société d'économie mixte du Zénith de Caen

## Décorations
- Chevalier de la Légion d'honneur
- Chevalier de l'ordre national du Mérite
- Chevalier de l'ordre des Palmes académiques
- Ordre de l'Empire britannique à titre civil[réf. nécessaire]